# 黎塞留路
黎塞留路（Rue de Richelieu）是法国巴黎的一条街道，南起巴黎第一区的安德烈·马尔罗广场（place André Malraux），北到巴黎第二区的意大利大道。在19世纪上半叶，奥斯曼男爵在巴黎修建林荫大道之前，它就是巴黎最时尚的街道之一：

黎塞留路被称为巴黎的庞德街。与之平行的是维维恩路（Rue Vivienne）。它们都是令人愉快的街道：特别是前者更为突出，它的长度更长，而且拥有巴黎一些最好的酒店。针织品商、人造花制造商，时钟制造商和珠宝商，是黎塞留路的主要商人；但是这些都和庞德街并不相似。路上的房屋是石头砌的，一般都很高—还有音乐学院（Académie de Musique）和国王图书馆（Bibliothèque du Roi）这些有如此影响和容量（特别是前者）的公共建筑，用它们所在的这条路来为它们命名是荒谬的。维维恩路相对较短；但是令人愉快，出售从公开市场上带来的许多花卉、灌木和水果。毫无疑问，用辉煌和舒适来评分，旺多姆广场与和平路（Rue de la Paix）优于这两条路，或任何其他街道；但是对于我的口味，并不算什么（旁边的林荫大道）。黎塞留路是如此彻底地令人可喜，难道是因为存放在那里的数十万册书籍？
.
今天，这条路因靠近股票交易所，最显著的是分散的货币兑换商。

## 名称
黎塞留路得名于路易十三的首相黎塞留枢机主教。
这条路最初名为皇家路（Rue Royale），不久改为黎塞留路。法国革命期间更名为法律路（Rue de la Loi），1806年又改回原名。

## 著名建筑
- 巴黎皇家宫殿，黎塞留官邸（历史古迹）
- 法国国家图书馆 （历史古迹）
- 法兰西喜剧院（Comédie-Française）的黎塞留大厅（salle Richelieu）

## 交通
巴黎地铁黎塞留 - 德鲁奥站，皇家宫殿 - 卢浮宫站